# Holothuria integra
Holothuria integra is een zeekomkommer uit de familie Holothuriidae.
De wetenschappelijke naam van de soort werd in 1908 gepubliceerd door René Koehler & Clément Vaney.